# 티지아노 페로
티지아노 페로(Tiziano Ferro, 1979년 2월 21일 ~ )는 이탈리아의 가수, 그래미상 수상자, 작곡가, 프로듀서, 저자이다. 2001년 국제적인 히트 싱글곡 Perdono를 타개했으며 그 뒤로 여러 국가에서 상업적으로 성공을 하고있다. 페로는 자신의 음반의 스페인어 버전도 발매했으며 영어, 포르투갈어, 프랑스어로도 노래를 불렀다. 이탈리아 팝 음악의 현대의 얼굴로 알려진 그는 다른 아티스트들을 위해 노래를 쓰기도 했다. 페로는 현재 이탈라아의 베스트셀링 아티스트들 가운데 하나이다.

## 디스코그래피
- Rosso Relativo (2001)
- 111 (2003)
- Nessuno è solo (2006)
- Alla mia età (2009)
- L'amore è una cosa semplice (2011)
- Il mestiere della vita (2016)
- Accetto miracoli (2019)